# La valse
La valse là khúc waltz được nhà soạn nhạc người Pháp Maurice Ravel sáng tác cho dàn nhạc giao hưởng. Tác phẩm này được Ravel viết từ năm 1919 đến năm 1920. Tác phẩm được gợi cảm hứng từ những hình ảnh về chiến tranh. Trong Chiến tranh thế giới thứ nhất, ông tình nguyện lái xe trong quân đội.